# Rudolf Mäder (Politiker)
Rudolf Mäder (* 8. Juli 1903 in Uznach; † 11. Dezember 1977 in St. Gallen) war ein Schweizer Politiker.

## Biografie
Rudolf Mäder wurde am 8. Juli 1903 als Sohn des Chefarztes Jakob Mäder-Schubiger in Uznach geboren. Nach der Volksschule und dem Gymnasium studierte er ab 1923 Rechtswissenschaften an der Universität Freiburg und  promovierte 1928. Von 1930 bis 1966 war Mäder als Rechtsanwalt in St. Gallen tätig.
Er engagierte sich zuerst in der städtischen und danach auch in der kantonalen Politik. Als Vertreter der Konservativen Volkspartei (ab 1957 Konservativ-Christlichsoziale Volkspartei) war er von 1939 bis 1948 im Gemeinderat. 1943 erfolgte seine Wahl in den Grossen Rat des Kantons St. Gallen, in welchem er 1951 die Führung der Fraktion übernahm und zwei Jahre später zum Grossratspräsidenten gewählt wurde. Im Jahre 1957 trat er die Nachfolge von Johann Schmuki im Ständerat an. Er gehörte der Eidgenössischen Bankenkommission an. Wegen einer schweren Krankheit trat er 1966 aus dem Ständerat zurück. Am 11. Dezember 1977 starb Rudolf Mäder in der Klinik Notkerianum in St. Gallen.

### Rudolf-Mäder-Preis
Aufgrund der letztwilligen Verfügung von Mäder wurde 2007 der nach ihm benannte Preis geschaffen, welcher in der Regel jedes Jahr für das beste juristische bzw. staatswissenschaftliche Doktorat an der Universität St. Gallen verliehen wird.

## Werke
- Der Rechtsschutz in Steuersachen im Kanton St. Gallen. Uznach 1928 (Dissertation).